# Avlo

Logo von Avlo

Avlo, als Abkürzung für Alta Velocidad Low Cost, ist eine Marke des spanischen Eisenbahnverkehrsunternehmens Renfe für preisgünstigen Hochgeschwindigkeitsverkehr. Das der SNCF-Marke Ouigo entlehnte Konzept startete im Juni 2021 auf der Strecke zwischen Madrid und Barcelona.

## Hintergrund

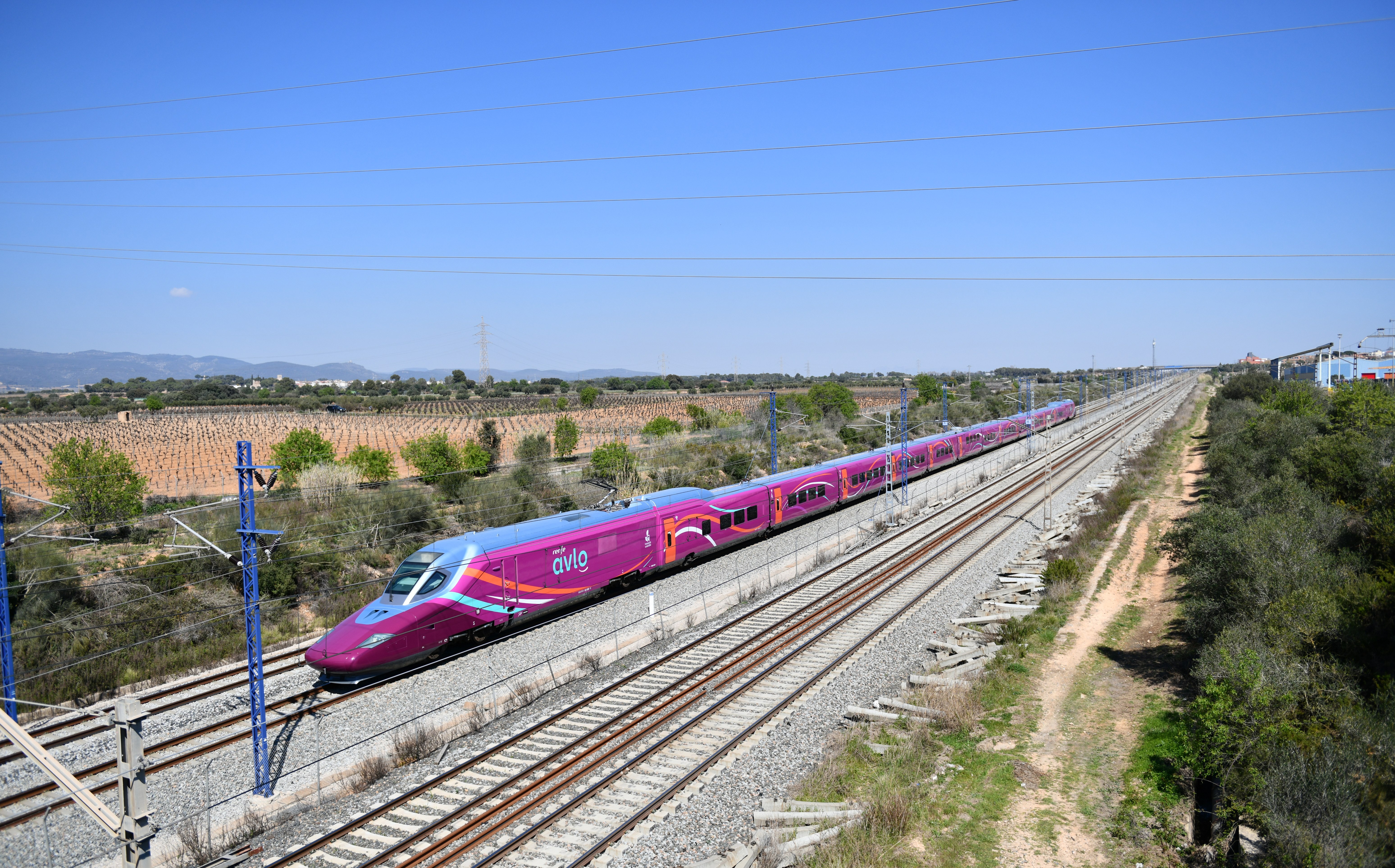
Die Avlo-Strecken werden von umgebauten und umlackierten Zügen der Baureihe 112 bedient. Hier ein Testzug im März 2021 bei Alt Penedès (Katalonien)

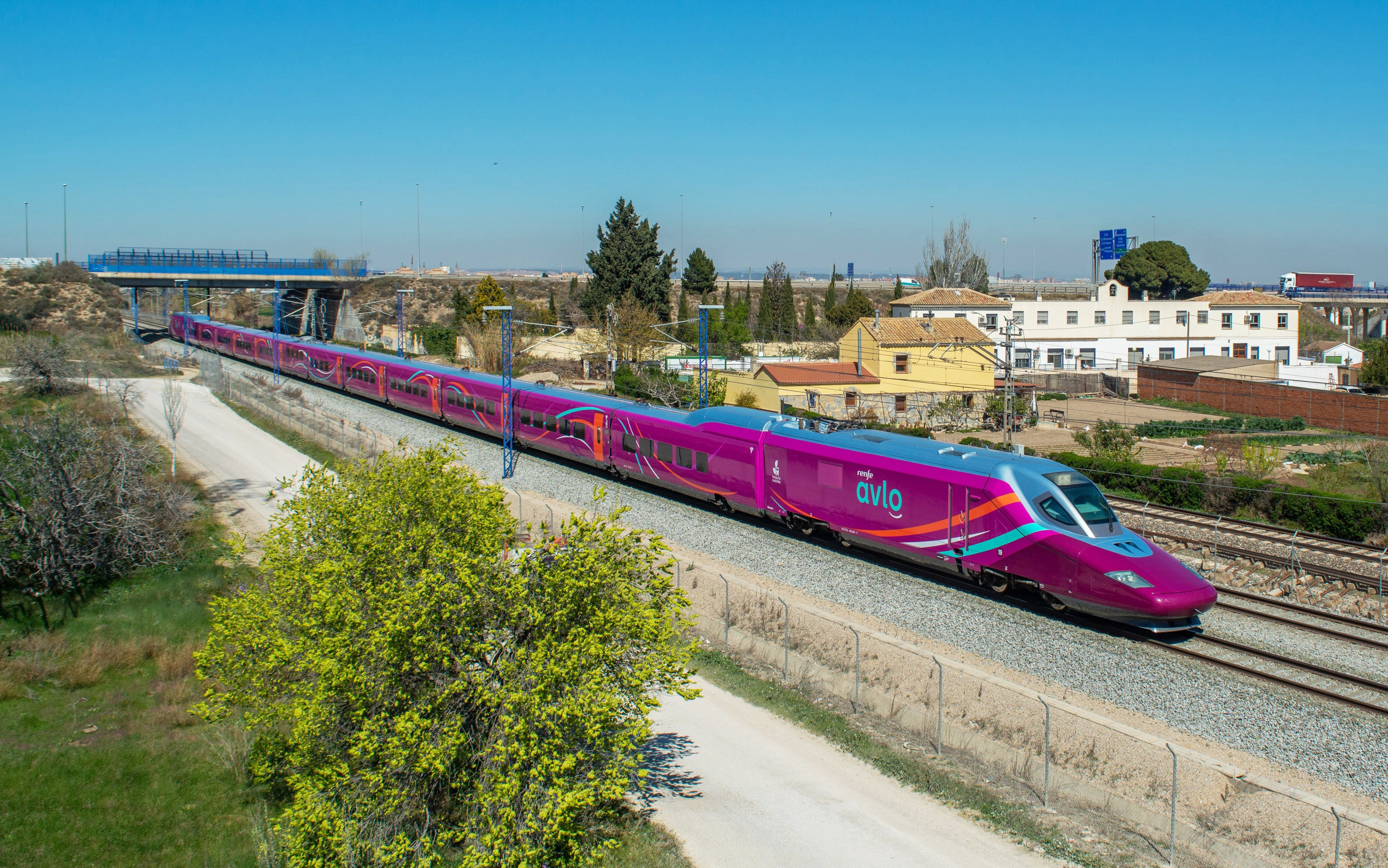
Avlo-Pressefahrt am 24. März 2021 bei Saragossa

Mit dem Bestreben, die Fahrgastzahlen im spanischen Hochgeschwindigkeitseisenbahnverkehr zu erhöhen, plante das staatliche spanische Eisenbahnverkehrsunternehmen Renfe Operadora, ab Anfang 2018 eine Low-Cost-Marke einzuführen und orientierte sich dabei stark an der Marke Ouigo der französischen SNCF. Mit der angekündigten Konkurrenz anderer Eisenbahnunternehmen im Zuge der Liberalisierung des spanischen Schienenfernverkehrsmarktes ab 2020/21 gewannen die Pläne an Fahrt.
Auch Diskussionen in der spanischen Politik, angetrieben vom Vorschlag der Bürgermeisterin Barcelonas, Ada Colau, Kurzflüge zwischen Madrid-Barajas und Barcelona-ElPrat – vor dem Bau der Schnellfahrstrecke Madrid–Barcelona Europas meistgeflogene Flugroute – zu verbieten, beförderten die Pläne.
Im Dezember 2019 gab Renfe bekannt, den Verkehr unter der Marke „Avlo“ zur Karwoche 2020 aufzunehmen. Zunächst sollten drei Züge pro Tag und Richtung auf der Schnellfahrstrecke Madrid–Barcelona zwischen den Bahnhöfen Madrid Atocha und Barcelona Sants mit einem Zwischenhalt in Zaragoza Delicias fahren.
Renfe Operadora lancierte den Fahrkartenverkauf für das neue Angebot im Januar 2020 mit Angebotspreisen von 5 Euro pro Fahrt für Reisen zwischen Anfang April und Ende August 2020.
Aufgrund der Folgen der COVID-19-Pandemie und dem damit verbundenen Einbruch der Fahrgastzahlen im Eisenbahnverkehr, entschied Renfe im März 2020, den Start des Betriebs aufzuschieben. Zu diesem Zeitpunkt waren bereits gut 146.000 Fahrkarten verkauft worden. Im Januar 2021 wurde ein Start für Juni 2021 angekündigt. Gestartet wurde der Betrieb am 26. Juni 2021 mit vier täglichen Zugpaaren. Dafür werden umgebaute Züge eingesetzt, die jeweils 438 Sitzplätze bieten. Die ersten Avlo-Züge zwischen Madrid und Valencia über die Schnellfahrstrecke Madrid–Levante verkehrten am 21. Februar 2022. Täglich werden drei Verbindungen pro Richtung angeboten; die dafür eingesetzten Züge verfügen über 350 Sitzplätze.

Avlo Streckennetz

2024 bot Renfe die folgenden Relationen mit Avlo-Dienste an:
- Madrid Atocha–Barcelona nonstop.
- Madrid Atocha–Barcelona über Zaragoza.
- Madrid Atocha–Figueres über Guadalajara, Calatayud, Zaragoza, Lleida, Tarragona, Barcelona und Girona.
- Madrid Chamartín–Valencia, über Cuenca und Requena-Utiel.
- Madrid Chamartín–Alicante über Cuenca, Albacete und Villena.
- Madrid Chamartín–Murcia über Cuenca, Albacete, Villena, Alicante, Elche und Orihuela.
- Murcia–Valladolid über Orihuela, Elche, Alicante, Villena, Albacete, Cuenca und Madrid Chamartín.
- Valladolid–Alicante über Madrid Chamartín, Cuenca, Albacete und Villena.

## Konzept
Analog zu Low-Cost-Airlines im Flugverkehr oder den Low-Cost-Eisenbahnverkehren Ouigo (SNCF) und IZY (Thalys) hat der Betreiber Renfe die Marke Avlo mit minimalen Betriebskosten konzeptioniert. Es handelt sich um ein sogenanntes No-frills-Modell. In den umgestalteten Zügen der Baureihe 112 gibt es lediglich eine Reiseklasse und keinen Speisewagen, in Zukunft sollen auch umgebaute Züge der Baureihe 106 hinzukommen.  Nach Medienberichten soll das für die Standard-Marke des spanischen Hochgeschwindigkeitsverkehrs AVE gültige Pünktlichkeitsversprechen nicht für die Avlo-Marke gelten.
Der Basis-Fahrpreis beträgt sowohl für die Strecke Madrid–Barcelona wie für Madrid–Valencia für Fahrgäste ab 14 Jahren 7 Euro, und Fahrkarten für begleitete Fahrgäste unter 14 Jahren kosten 5 Euro. Alle weiteren Zusatzoptionen, wie Sitzplatzauswahl, Stornierung, Mitnahme von mehr als einem Stück Handgepäck plus einem kleinen Koffer oder WLAN, kosten zusätzlich.

## Alternativen
Neben Ouigo, dessen Spanien-Betrieb im Mai 2021 gestartet ist, hat die Intermodalidad de Levante (ILSA) die Genehmigung zur Aufnahme von Hochgeschwindigkeitsverkehren in Spanien erhalten. Diese hat mit der Marke iryo und mit Zügen des Typs FS Frecciarossa 1000 im zweiten Halbjahr 2022 den Passagierverkehr aufgenommen; obgleich dieser Anbieter seinen Markteintritt auch mit günstigen Preisen bewirbt, handelt es sich bei Iryo nicht um ein Discountkonzept wie Ouigo oder Avlo, sondern um ein preisgünstiges Premiumprodukt.